# Tour du Limousin 1989
La 22e édition du Tour du Limousin s’est déroulée du 16 au 19 août 1989, et a vu s’imposer le Français Thierry Claveyrolat.

## Classements des étapes
| Étape     | Date    | Villes étapes            | Vainqueur d'étape   | Équipe  | Leader du classement général | Équipe |
| 1re étape | 16 août | Brive - Brive            | Thierry Claveyrolat | RMO     | Thierry Claveyrolat          | RMO    |
| 2e étape  | 17 août | Brive - Tulle            | Vincent Comby       | Amateur | Thierry Claveyrolat          | RMO    |
| 3e étape  | 18 août | Tulle - La Souterraine   | Laurent Jalabert    | Toshiba | Thierry Claveyrolat          | RMO    |
| 4e étape  | 19 août | La Souterraine - Limoges | Thierry Richard     | Toshiba | Thierry Claveyrolat          | RMO    |

## Classement final
| 1.  | Thierry Claveyrolat      | RMO          |
| 2.  | Christian Chaubet        | Fagor        |
| 3.  | Luc Leblanc              | Histor Sigma |
| 4.  | Olaf Lurvik              | Z            |
| 5.  | Marek Kulas              | Exbud        |
| 6.  | Arsenio Chaparro Cardozo | Postobón     |
| 7.  | John Carlsen             | Fagor        |
| 8.  | Denis Roux               | Toshiba      |
| 9.  | Claude Séguy             | Super U      |
| 10. | Sylvain Bolay            | Amateur      |